# Châtillon-Coligny
Châtillon-Coligny is een gemeente in het Franse departement Loiret (regio Centre-Val de Loire). De plaats maakt deel uit van het arrondissement Montargis. Châtillon-Coligny telde op 1 januari 2022 1.858 inwoners.

## Geschiedenis
De plaats ontstond op een rotsachtige heuvel boven de Loing en de Milleron. Mogelijk was hier al bewoning in de Gallische tijd, maar Châtillon werd pas voor het eerst vermeld in de 12e eeuw als bezit van de graven van Champagne. Étienne de Champagne, graaf van Sancerre, bouwde hier een donjon. De stad en haar kasteel werden verwoest tijdens de Honderdjarige Oorlog. De stad werd nadien heropgebouwd in de riviervlakte. In 1437 kwam Châtillon door huwelijk in het bezit van Guillaume II de Coligny en de stad zou gedurende twee eeuwen in handen blijven van het geslacht Coligny. Zij lieten het kasteel op de heuvel verfraaien in renaissancestijl. Het kasteel werd grotendeels afgebroken na de Franse Revolutie.
In de 17e eeuw werd het Canal de Briare aangelegd om de Seine met de Loire te verbinden.

## Geografie
De oppervlakte van Châtillon-Coligny bedroeg op 1 januari 2022 25,53 vierkante kilometer; de bevolkingsdichtheid was toen 72,8 inwoners per km².
Het centrum ligt bij de samenvloeiing van de Loing en de Milleron en op de grens van de landstreken Gâtinais en La Puisaye.

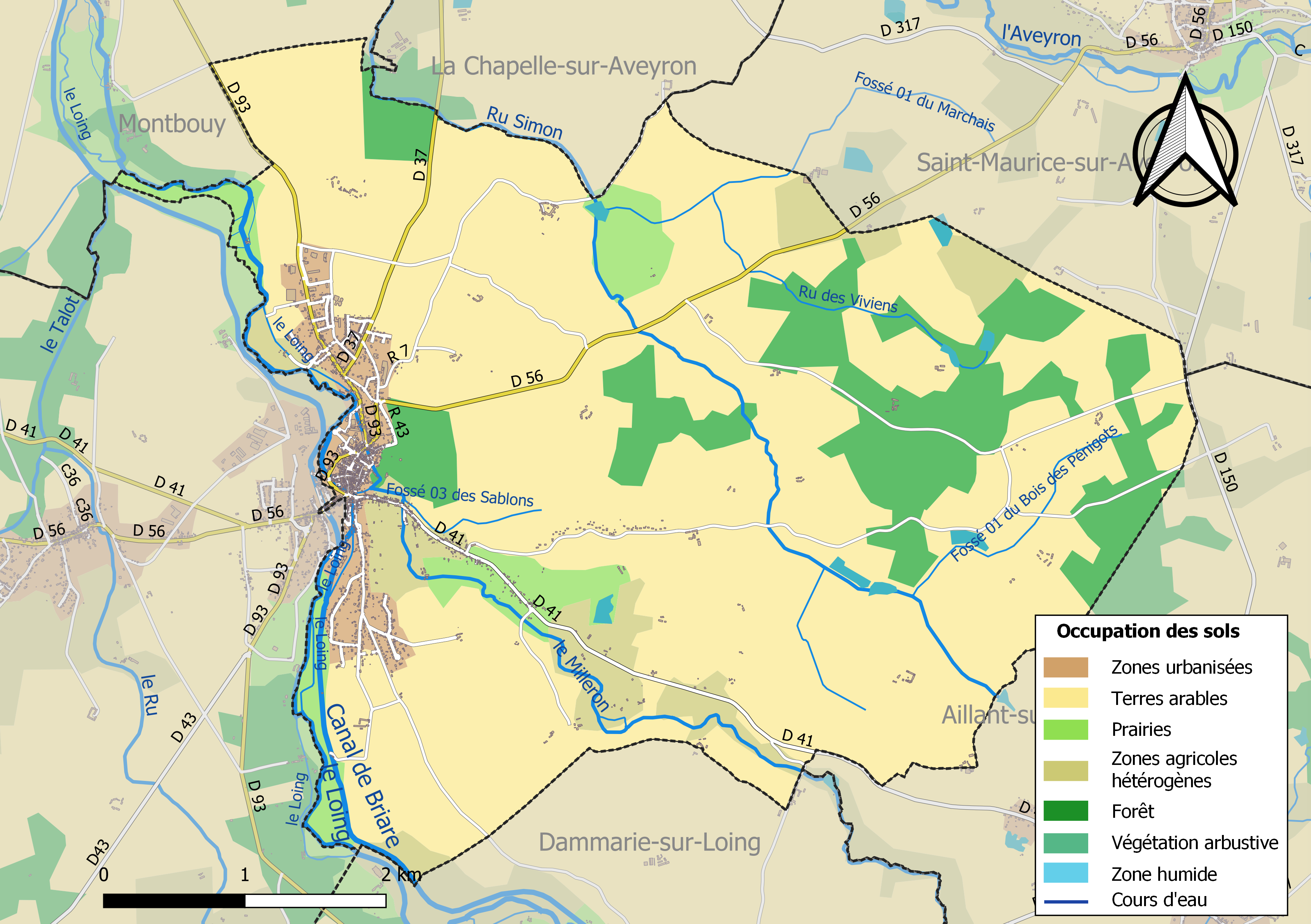
Kaart van de gemeente met de belangrijkste infrastructuur, bodemgebruik en omliggende gemeenten

## Demografie
Onderstaande figuur toont het verloop van het inwonertal (bron: INSEE-tellingen).

## Bezienswaardigheden
De oude stad heeft deels haar middeleeuws uiterlijk bewaard en wordt doorsneden door kleine kanalen. Bezienswaardigheden zijn de kerk Saint-Pierre-et-Saint-Paul, waarvan de oudste delen 14e-eeuws zijn, en de resten van het kasteel. Ook het Canal de Briare met zijn jaagpaden is bezienswaardig. Op het kanaal ligt de sluis van Briquemault en de rivierhaven van La Lancière.
Het Musée d'Arts, d'Histoire et d'Archéologie is gevestigd in het Hôtel-Dieu, het voormalige ziekenhuis. Dit museum is erkend als Musée de France. In de gemeente ligt ook het Auto sport Museum dat een grote collectie sportauto's bezit.

### Afbeeldingen

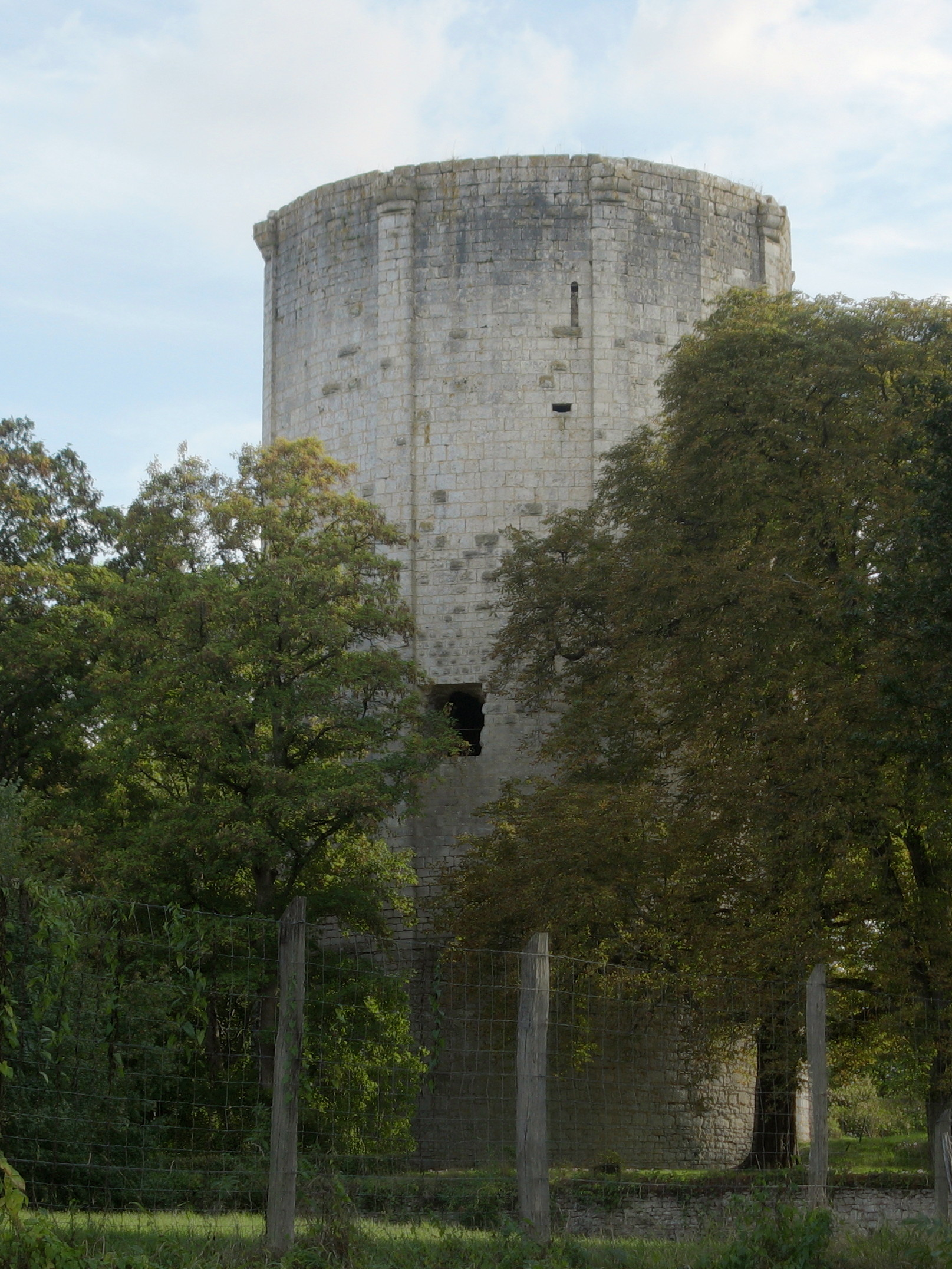
Donjon (einde 12e eeuw), overblijfsel van het kasteel van Châtillon
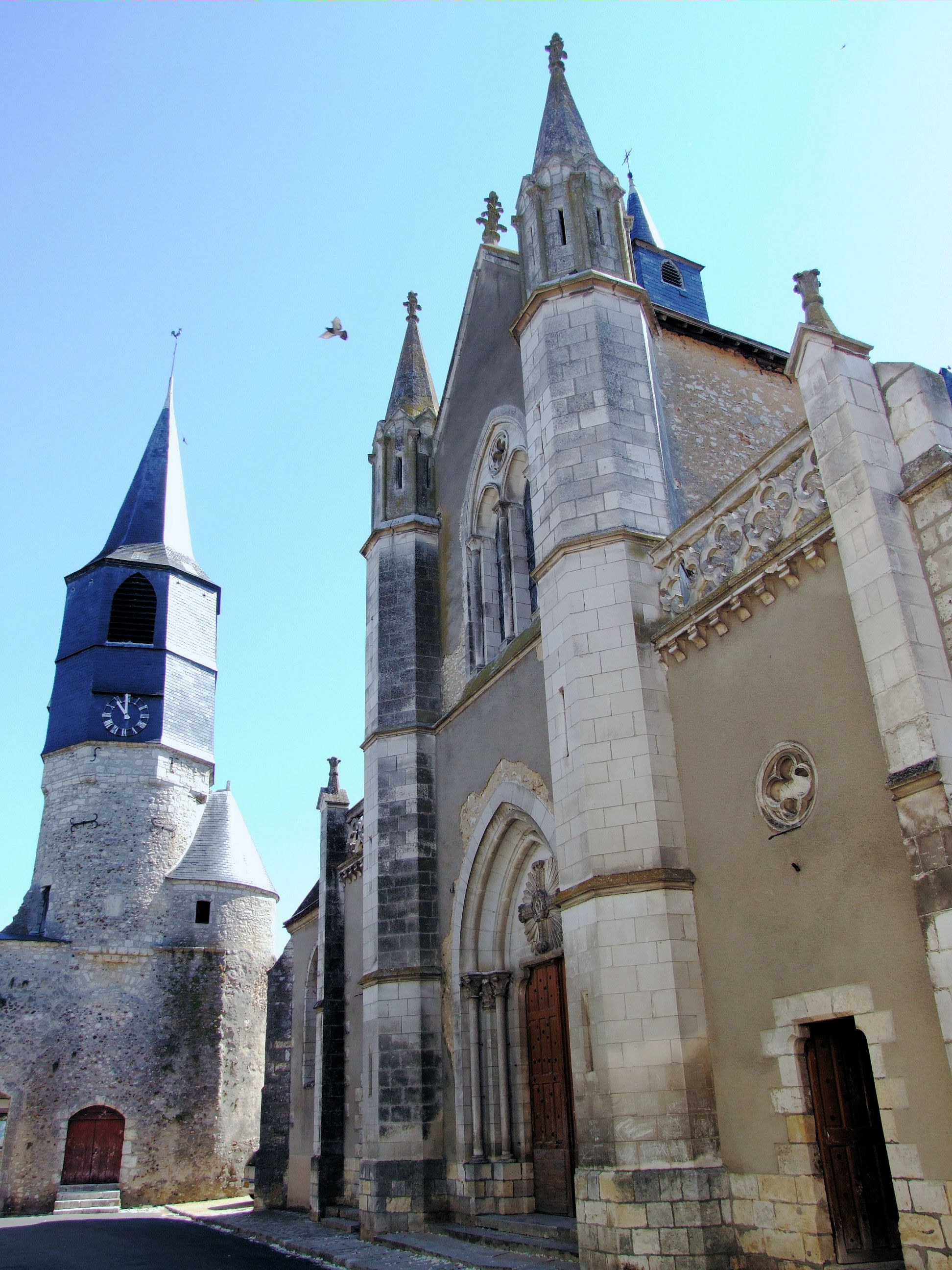
Kerk Saint-Pierre-et-Saint-Paul; de kerktoren is gebouwd op de basis van een 14e-eeuwse wachttoren
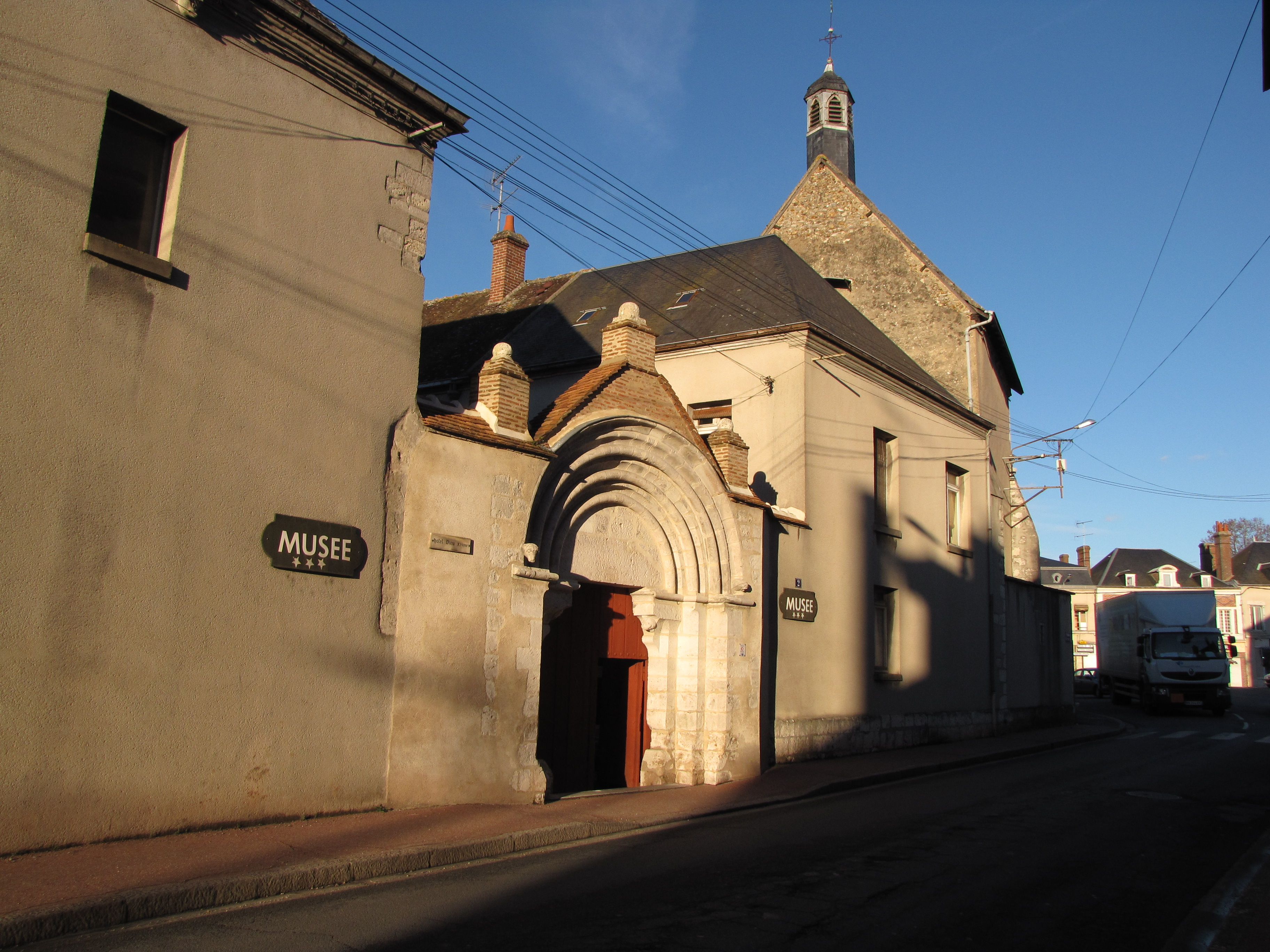
Hôtel-Dieu, Musée d'Arts, d'Histoire et d'Archéologie
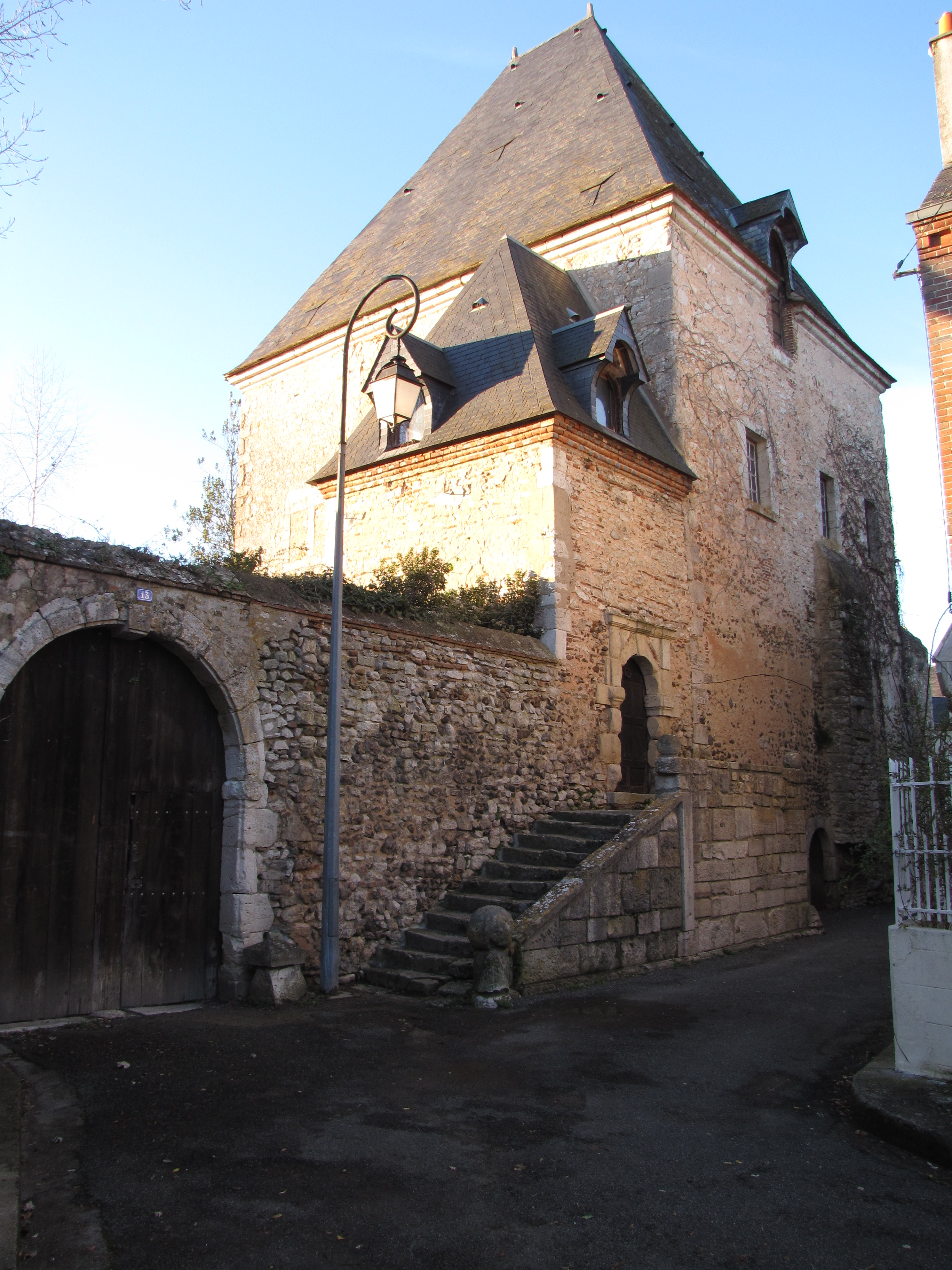
Maison de l'Enfer, huis waar de protestanten verzamelden tijdens de Hugenotenoorlogen
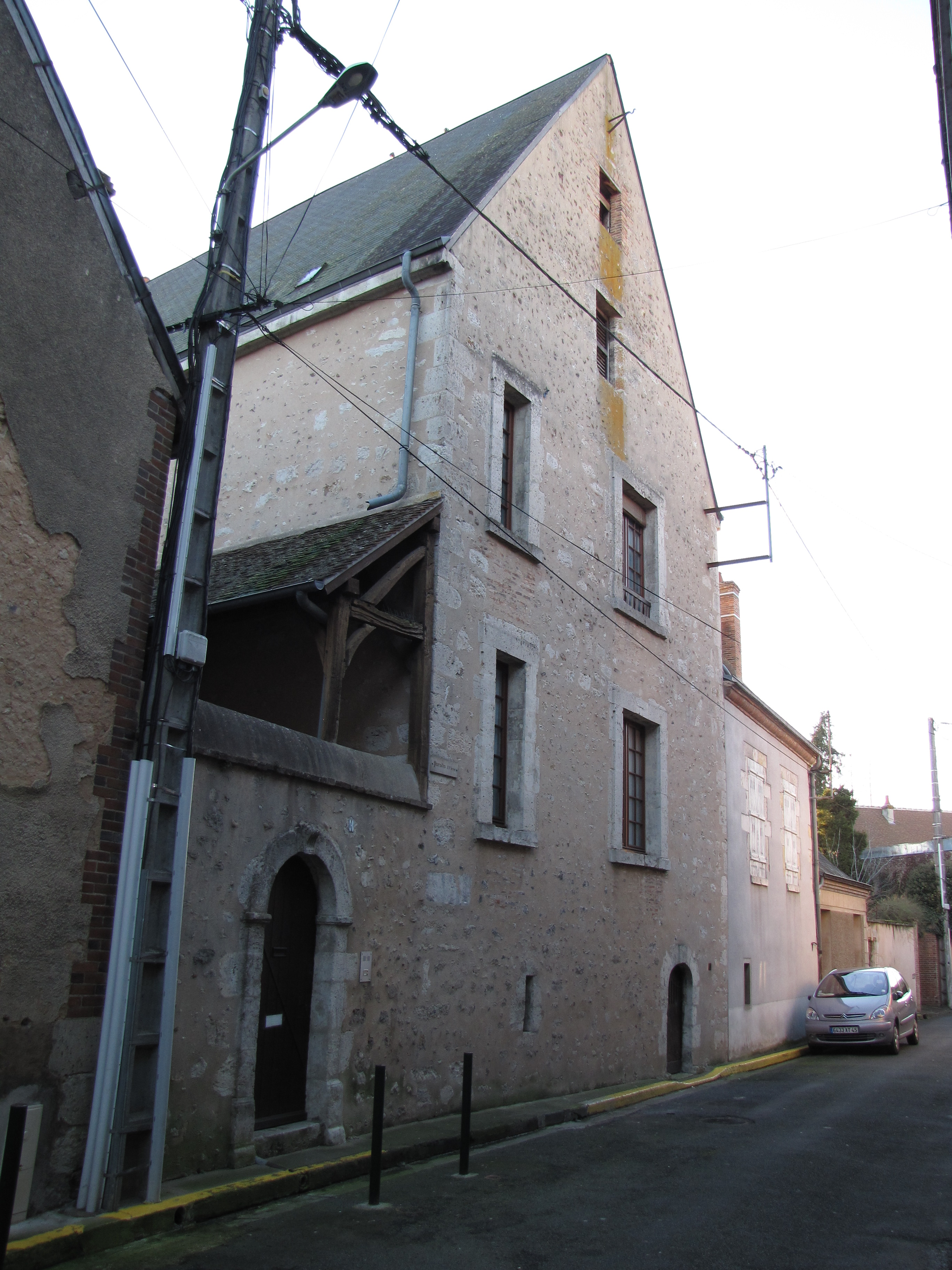
Maison du Paradis, huis waar de katholieken verzamelden tijdens de Hugenotenoorlogen
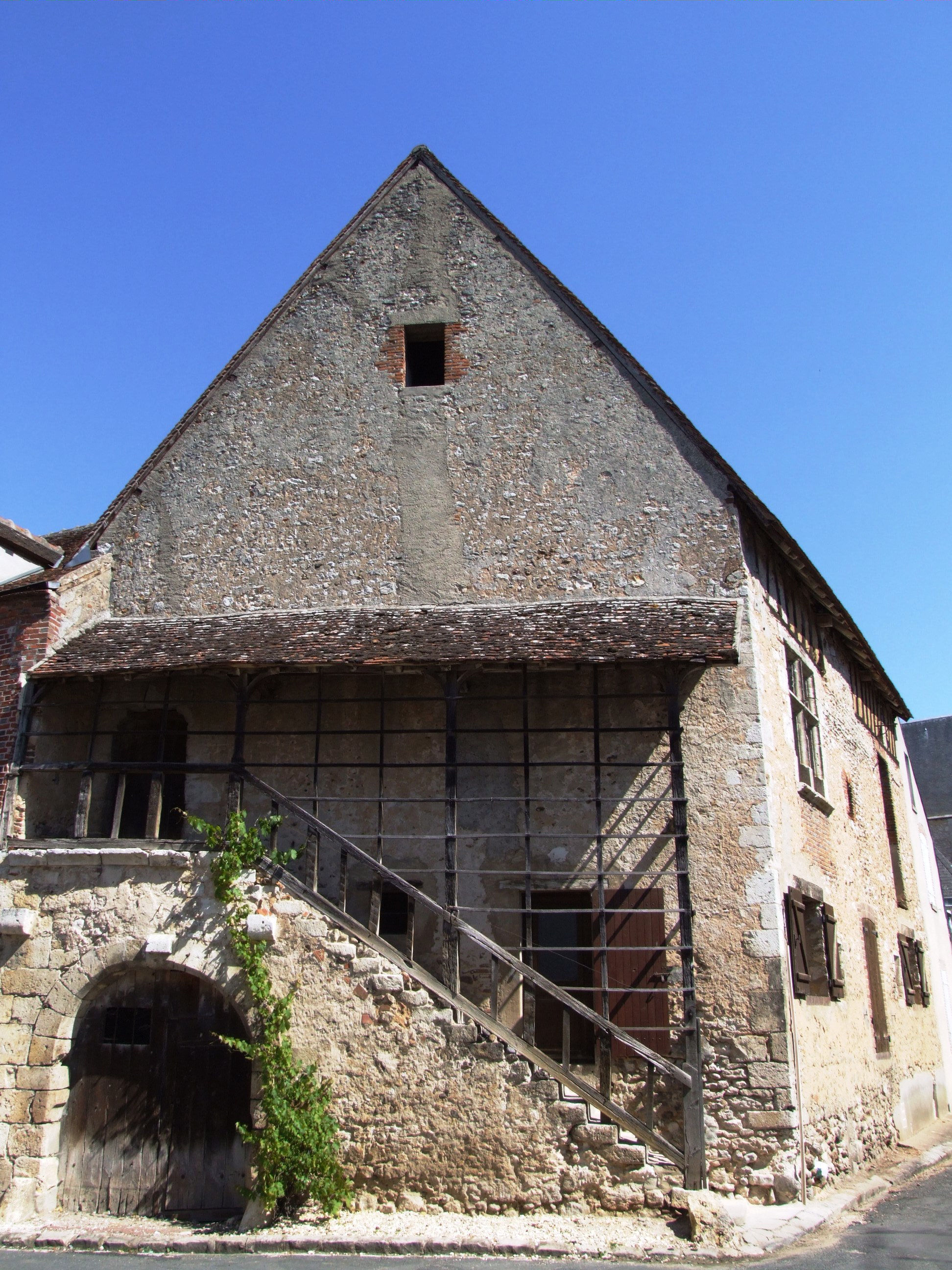
Grenier à Sel, huis waar de gabelle of zoutbelasting werd geïnd
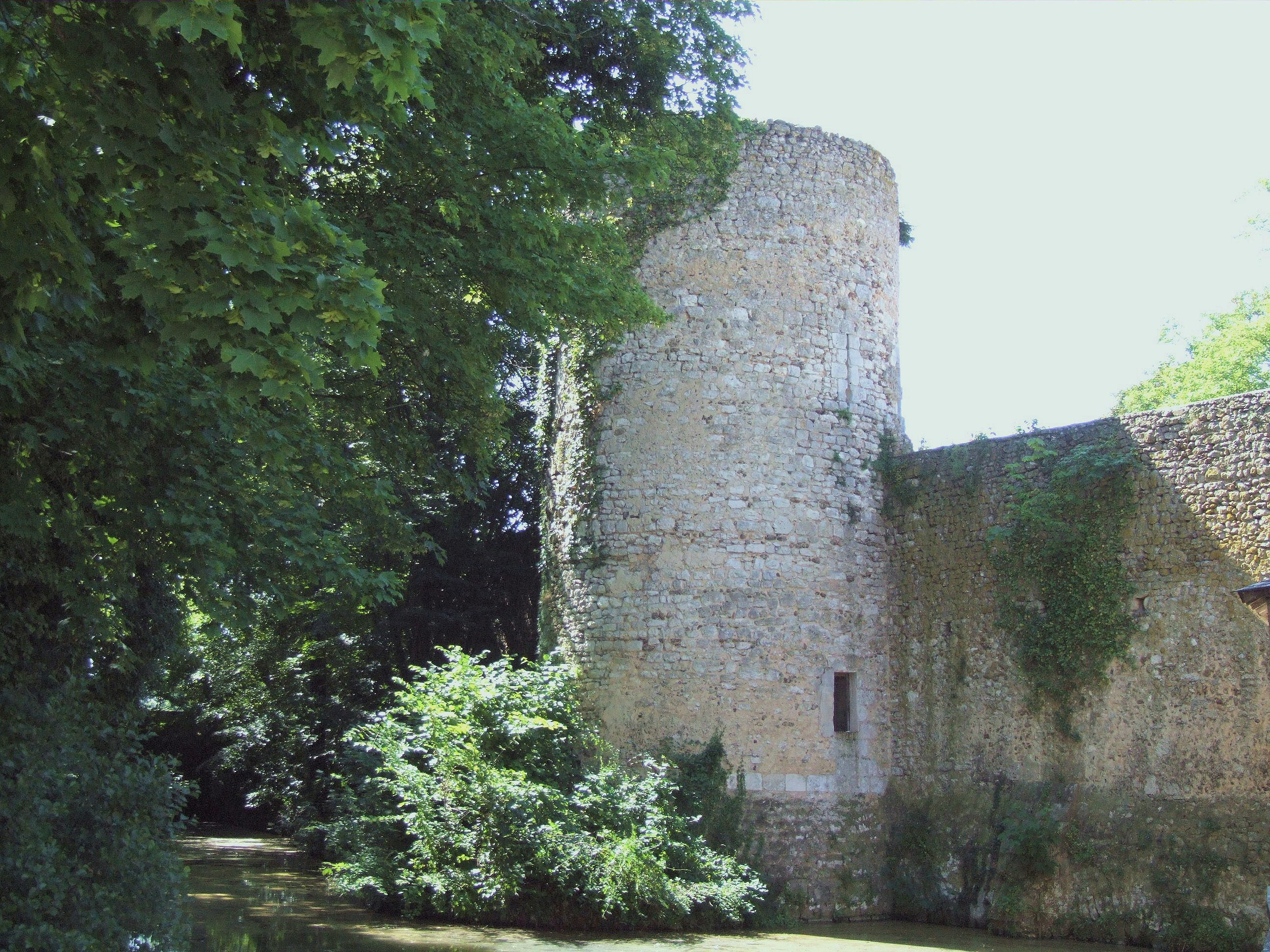
Toren van de vroegere stadsomwalling
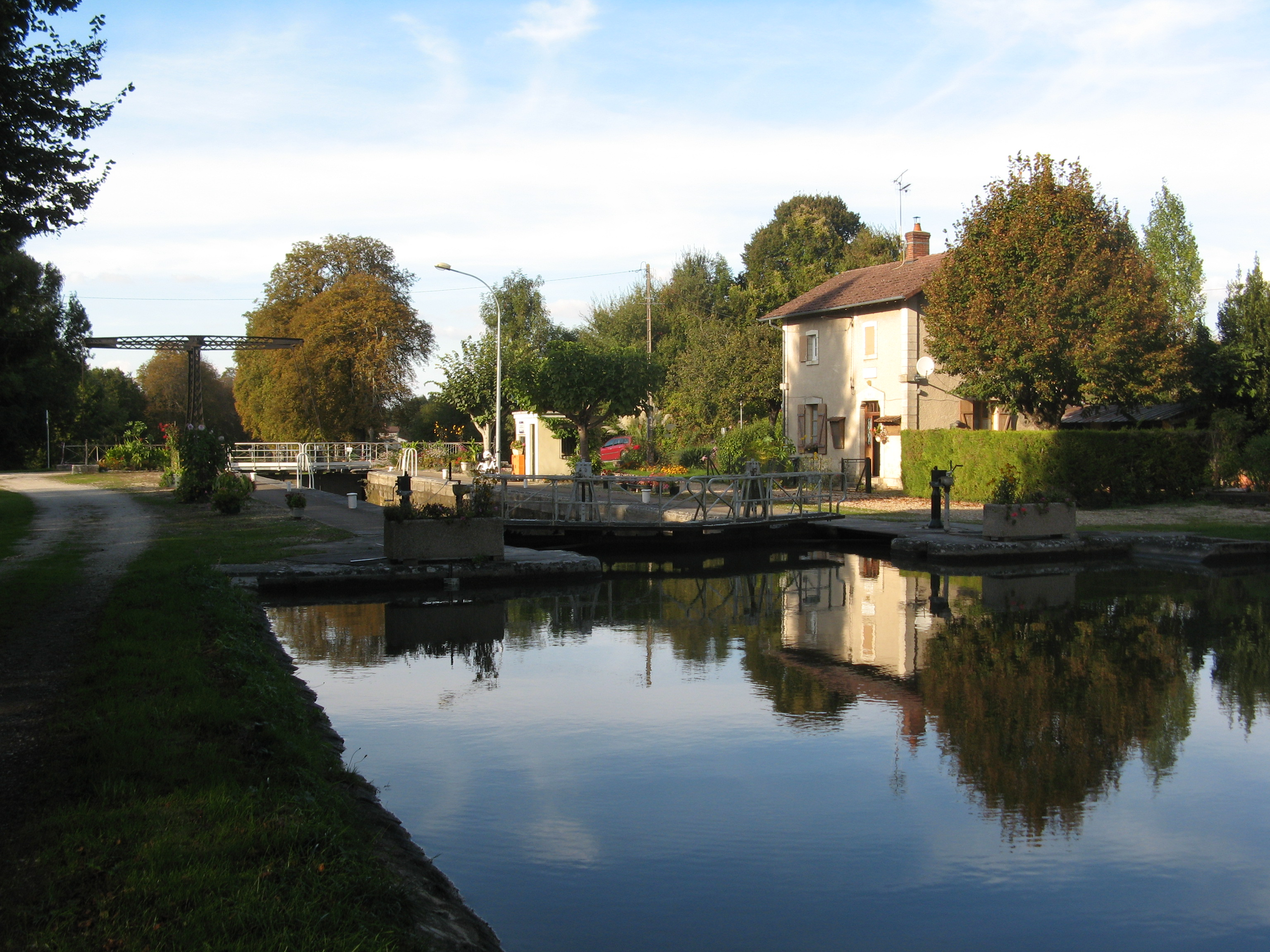
Sluis van Briquemault op het Canal de Briare

## Geboren
- Gaspard de Coligny (1519-1572), heer van Châtillon, admiraal van Frankrijk en protestants leider
- François de Coligny d'Andelot (1521-1569), protestants leider
- Louise de Coligny (1555-1620), vierde echtgenote van prins Willem I
- Antoine César Becquerel (1788-1878), natuurkundige

## Overleden
- Gerrit Vreken (1923-2013), Nederlands voetballer